# 말라 메이플스
말라 앤 메이플스(영어: Marla Ann Maples, 1963년 10월 27일 ~ )는 미국의 배우이다. 미국의 대통령 도널드 트럼프의 두 번째 부인(1993년 ~ 1999년)이다.

## 출연 작품
- 파이널 디씨전